# Aérodrome de Camiri
L'aéroport Grán Parapetí Camiri est une installation aéroportuaire située à Camiri en Bolivie.

## Histoire
La première piste est construite en 1917 et les premiers avions à l'utiliser sont ceux de la Lloyd Aéreo Boliviano. Puis YPFB y place une flotte de trois avions. Lorsque Camiri commence à devenir une ville conséquente, un terminal est ajouté.

## Situation
L'aéroport est situé au Nord de la ville de Camiri.
| \| 20 km1:4 514 000 \| Camiri Chimoré Cobija Cochabamba El Trompillo Guayaramerín La Paz Oruro Potosí Puerto · Suárez Riberalta Rurrenabaque San Borja Santa Ana · del Yacuma Sucre Tarija Trinidad Uyuni Santa Cruz Yacuiba |
| 20 km1:4 514 000 |

## Lignes et compagnies
- Aerocón
  - Trinidad/ Aéroport Teniente Jorge Henrich Arauz
  - Santa Cruz de la Sierra/ Aéroport El Trompillo
- Transporte Aéreo Militar
  - Santa Cruz de la Sierra/ Aéroport El Trompillo